# 選擇性車門操作

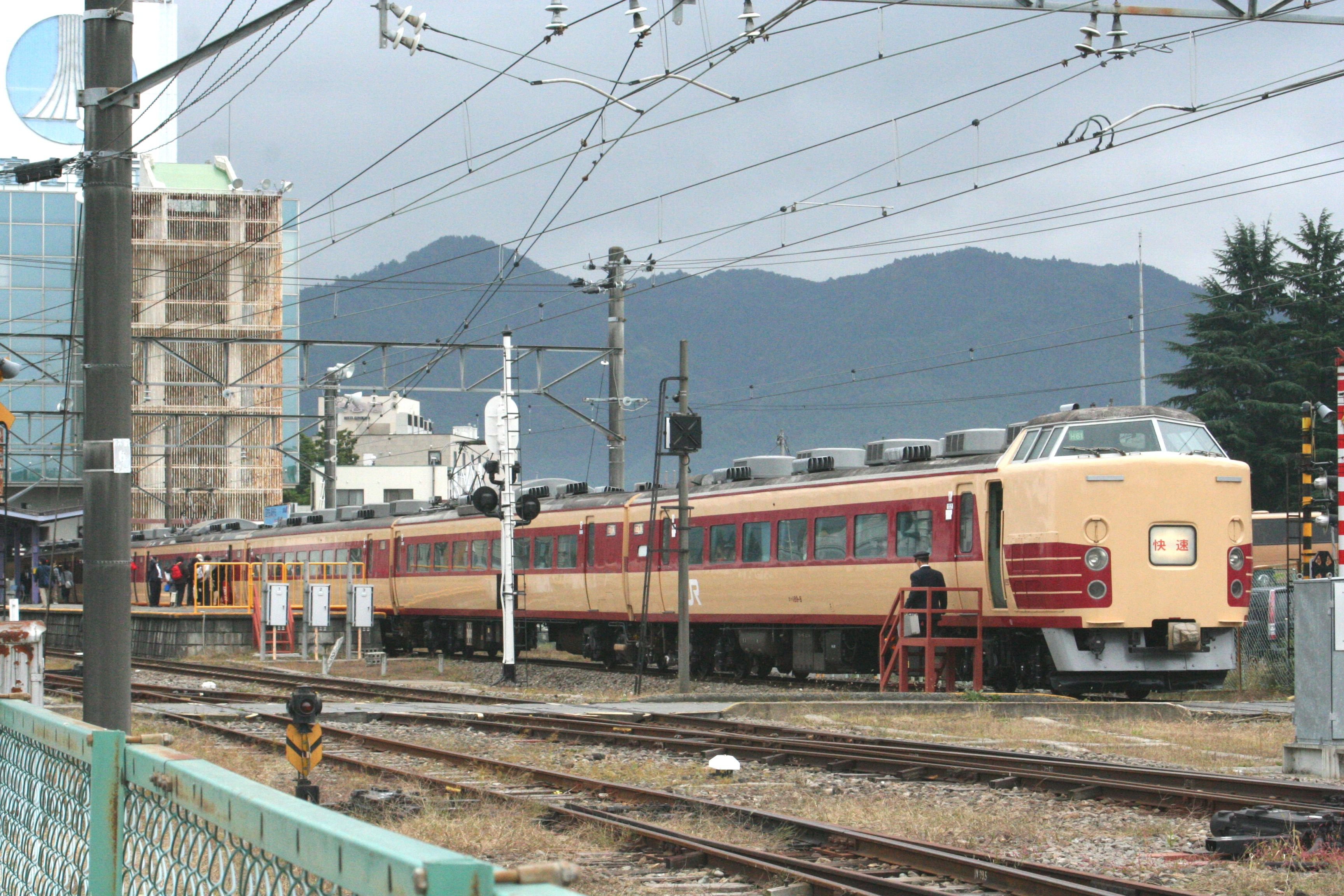
一列停靠於富士急行富士山站的列車，因月台長度不足，超出月台的車門不開啟。

車門隔離（英語：Selective Door Operation）是指列車在鐵路站容許只開關部份車門以供乘客上下車。

## 概要
特定車門操作大多是因月台有效長度不足或者是該車門位置受到月台幕門或月台閘門阻擋，一人運行時方便檢票或車內保溫。
| 通常情況                                                                    |
| 特定車門操作                                                                |
| 上 - 通常情況。全部車門開啟。 下 - 特定車門操作。月台以外車輛部分不會開門。 |

## 月台長度不足

### 類型
1. 車站前及後方有平交道、隧道或急曲線，或是用地不足
2. 長編成列車停靠數相對較少，或上下車旅客人數少，月台延伸不合成本效益
3. 月台正進行工程
4. 其它（安全理由等）

### 因車站月台問題而實行的車站

#### 中国大陆
中国铁路总公司
长荆铁路：钟祥站、京山站、天门站、应城站
十六节编组的列车停靠站台时因站台距离限制最后三节车厢无站台可用，乘客需要移动到前方车厢下车。

#### 日本
北海道旅客鐵道（JR北海道）
豐富站、天鹽中川站（宗谷本線）（類型2）
月台有效長只有四節長、特急列車宗谷號與佐呂別號（サロベツ）增結成四節以上的情況下，前進方向的第四節車輛以後的車門將不會開啟。如果當站停車的列車沒有增結，所有特急列車均為四節，而普通列車多為單節或雙節。
新札幌站（千歲線）（類型2）
苫鵡站（石勝線）（類型2）
東日本旅客鐵道（JR東日本）
柴橋站（左澤線）（類型2）
月台有效長只有兩節長，四或六輛編組的列車，車頭、後方車卡將不會開啟。
會津蒲生站（只見線）（類型2）
會津鹽澤站、會津大鹽站、會津橫田站、會津越川站、本名站（只見線）（類型2）
田浦站（橫須賀線）（類型1）
四国旅客鐵道（JR四国）
勝瑞站、池谷站、板野站、引田站、讚岐白鳥站、三本松站、讚岐津田站、橘鎮站、志度站、屋島站（高德線）（類型2）
東武鐵道
淺草站（伊勢崎線）（類型1）
雖然1號月台能夠停靠八節列車，但急彎造成列車和月台間留有很闊的空隙而易發生危險，因此在業平橋方向的40米設置了安全柵。由於這個原因、8輛編組業平橋方向的兩節車卡的車門不會開啟。
東急電鐵
九品佛站（大井町線）（類型1）
江之島電鐵
腰越站（類型1）
伊豆急行
今井濱海岸站（類型1）
富士急行
禾生站（大月線）（類型1）
富山地方鐵道
東三日市站、浦山站（本線）（類型2）
名古屋鐵道
茶所站、木曾川堤站、黑田站、石刀站、今伊勢站、西枇杷島站、呼続站、櫻站、本笠寺站、本星崎站、名電山中站、名電長澤站、名電赤坂站、御油站、小田渕站（名古屋本線）（類型1、2）
甚目寺站、木田站、勝幡站（津島線）（類型1、2）
日比野站、五ノ三站（尾西線）（類型1、2）
古見站（常滑線）（類型1）
尾張橫須賀站、寺本站、朝倉站、新舞子站、大野町站（常滑線）（類型1、2）
成岩站、河和口站（河和線）（類型1）
上野間站、美浜緑苑站、知多奥田站・野間站（知多新線）（類型1、2）
田神站、細畑站、高田橋站、新加納站、二十軒站（各務原線）（類型1、2）
喜多山站（瀨戶線）（類型1、預定於2019年高架化完工）
愛知環狀鐡道
中水野站、瀬戸市站、瀬戸口站（類型2）
嵯峨野観光鐵道
トロッコ嵐山站（類型1）
山陽電氣鐵道
大鹽站（本線）（類型1）
西日本鐵道
津古站（天神大牟田線）（類型1）
三沢站（天神大牟田線）（類型1）
櫛原站、矢加部站（西鐵天神大牟田線）（類型1）

#### 中華民國
臺北捷運
小碧潭支線小碧潭站 （類型1，目前已改善）
在371型支線專用3車組引進之前，曾經使用321型行駛，僅開放下行端3節車廂。如果遇到3車組維修，會使用371型6車組代替行駛，同樣只開放3節車廂。

## 相關項目
- 車台
- 半自動車門

## 註解
1. ↑  「 Doakatto」是和製英語door + cut。